# Primeiro Consistório Ordinário Público de 1830

## Cardeais
| Nº                 | País               | Nome                       | Idade              | Cargo                                        | Título ou Diaconia                              |
| Cardeais eleitores | Cardeais eleitores | Cardeais eleitores         | Cardeais eleitores | Cardeais eleitores                           | Cardeais eleitores                              |
| ------------------ | ------------------ | -------------------------- | ------------------ | -------------------------------------------- | ----------------------------------------------- |
| 1                  | Itália             | Thomas Weld                | 57                 | Bispo coadjutor emérito de Kingston          | Cardeal-presbítero de São Marcelo               |
| 2                  | Itália             | Raffaele Mazio             | 64                 | Assessor do Dicastério para a Doutrina da Fé | Cardeal-presbítero de Santa Maria além do Tibre |
| 3                  | Itália             | Domenico de Simone         | 61                 | prefeito da Casa Pontifícia                  | Cardeal-diácono de Santo Ângelo em Pescheria    |
| In Pectore         |                    |                            |                    |                                              |                                                 |
|                    |                    | 8 cardeais nunca revelados |                    |                                              |                                                 |

## Ligações Externas
- «Catholic Hierarchy» (em inglês)